# UFC 251
UFC 251: Usman vs. Masvidal foi um evento de MMA a ser produzido pelo Ultimate Fighting Championship no dia 11 de julho de 2020, na Yas Island, em Abu Dhabi.

## Background
O evento seria a segunda visita do UFC em Perth, sendo a primeira desde o UFC 221 em fevereiro de 2018. Entretanto, foi anunciado em 5 de maio que o evento seria adiado devido à pandemia do COVID-19.
Uma revanche pelo Cinturão Peso Pena do UFC entre o campeão Alexander Volkanovski e Max Holloway era esperada como luta principal para o evento no dia 6 de junho.
Uma luta pelo Cinturão Peso Mosca Feminino do UFC entre a campeã Valentina Shevchenko e Joanne Calderwood era esperado para ocorrer em 6 de junho

### COVID-19, mudança para Abu Dhabi
O presidente do UFC Dana White anunciou em 7 de Abril que estava providenciando uma alternativa internacional descrita como “Ilha da Luta” para facilitar sediar eventos envolvendo atletas que não pudessem voar para os Estados Unidos devido à pandemia do coronavírus
Em 9 de junho, o UFC revelou que a "Ilha da Luta" seria a Yas Island em Abu Dhabi, nos Emirados Árabes Unidos.
Com portões fechados, a promoção não tem que se preocupar com o horário de início do evento, já que o plano é proceder com o hora padrão para a Zona Oeste. O card principal está previsto para começar às 06:00 da manhã horário local de Abu Dhabi.
Uma luta pelo cinturão meio-médio do UFC entre o atual campeão Kamaru Usman e Gilbert Burns era esperada para servir como luta principal. Entretanto, foi anunciado em 3 de julho que Burns havia sido retirado do card após testar positivo para COVID-19. Ele foi substituído por Jorge Masvidal que após realizar os testes e ser aprovado, viajou para Abu Dhabi e foi confirmado como novo adversário de Usman.
A luta pelo cinturão peso pena previamente citada entre Volkanovski e Holloway é esperado para servir de luta co-principal.
Uma luta pelo Cinturão Peso Galo Vago do UFC entre Petr Yan e o ex-campeão |Peso Pena do UFC José Aldo é esperado para ocorrer neste evento. O então campeão Henry Cejudo anunciou após sua defesa de cinturão no UFC 249 que estaria se aposentando e vagaria o cinturão.
As lutas a seguir também foram remarcadas pra este evento, devido a diferentes motivos:
- Uma revanche no peso palha feminino entre as ex-campeãs Jéssica Andrade e Rose Namajunas é esperada para este evento.[13]

- Uma luta no peso pesado entre Shamil Abdurakhimov e Ciryl Gane foi marcada pra este evento.[14] Entretanto, Gane teve que se retirar da luta após se lesionar no treino.[15]

## Card oficial
Nota 1 Pelo Cinturão Peso Meio-Médio do UFC. 

Nota 2 Pelo Cinturão Peso Pena do UFC. 

Nota 3 Pelo Cinturão Peso Galo Vago do UFC. 

Nota 4 Bogatov teve dois pontos reduzidos no terceiro round devido à uma joelhada ilegal. 

## Bônus da Noite
Os lutadores receberam $50.000 de bônus
- Luta da Noite:  Rose Namajunas vs.  Jéssica Andrade
- Performance da Noite:  Davey Grant e  Jiří Procházka